# 仮面ライダーオーズ 10th 復活のコアメダル
『仮面ライダーオーズ 10th 復活のコアメダル』（かめんライダーオーズ じゅっしゅうねん ふっかつのコアメダル）は、特撮テレビドラマ『仮面ライダーオーズ/OOO』のオリジナルビデオ作品。2022年3月12日に期間限定で劇場先行上映され、同年8月24日にBlu-ray / DVDが発売。59分。

## 概要
『オーズ/OOO』10周年を記念した完全新作の続編で、『オーズ/OOO』テレビシリーズ最終話から連なる世界の物語かつ、オリジナルのキャストとスタッフによる『オーズ/OOO』の完結編となっている。
監督はテレビシリーズのパイロットと最終回も担当した田﨑竜太、脚本はテレビシリーズが東映特撮のデビュー作となりテレビシリーズの脚本を6本手掛けた毛利亘宏が担当する。
映像ソフトは通常版のほか、劇中に登場するタジャニティスピナー、ゴーダメダルが付属する初回限定版が発売される。
2021年11月5日の第34回東京国際映画祭の一環で行われた『劇場版 仮面ライダーオーズ WONDERFUL 将軍と21のコアメダル』の上映前に行われたオンライントークイベントで渡部秀、三浦涼介、高田里穂、君嶋麻耶がサプライズで登壇し、本作品の劇場公開が発表された。
2022年2月28日には、新宿バルト9で完成披露舞台挨拶が行われ、火野映司役の渡部秀、アンク役の三浦涼介、泉比奈役の高田里穂、後藤慎太郎役の君嶋麻耶、伊達明役の岩永洋昭が登壇した。
2022年3月12日・13日の週末観客動員ランキング（興行通信社調べ）では第6位にランクインし、翌週の3月19日・20日の週末観客動員ランキングでも9位にランクインした。

## あらすじ
2021年、突如として現代に蘇った古代オーズは人類を次々と粛清し、自らが復活させたグリードによって世界は崩壊してしまう。
一方で、泉比奈、後藤慎太郎、伊達明などの一部の人間たちはレジスタンスとして抵抗していた。そんな中、アンクを復活させるため旅に出ていた火野映司が帰還し、割れたタカメダルに異変が起こり、アンクが再び復活する。
だが、謎のグリードであるゴーダが映司の身体を乗っ取ってアンクに共闘を持ちかけ、アンクも映司をゴーダから取り戻すためにこの要求を飲む。

## 登場キャラクター
本作品にのみ登場するキャラクターを記載。
ゴーダ
鴻上ファウンデーションのゴーダメダル開発の過程で生み出された人造グリード。映司に憑依して仮面ライダーゴーダへと変身する。
- 名前の由来は、「強奪」から。

## 本作品オリジナルの仮面ライダー

### 仮面ライダーオーズ タジャドルコンボエタニティ
アンクに憑依された火野映司がオーズドライバーにタカエタニティメダル・クジャクエタニティメダル・コンドルエタニティメダルを装填して変身した姿。
タジャドルコンボの強化形態に相当し、炎の力を体に漲らせ、タジャドルを遥かに超える力を発揮する。
マスクの形状や顔面を覆うシェードなどはタジャドルコンボに酷似しているが、アンクを主体とした変身であるため、鳥の右目を隠した前髪など、アンクグリード態の頭部を彷彿とさせる鳥の頭の意匠を頭部に冠している。また、カラーリングも、眼の色が緑、口元が赤色、顔側面の翼ディテールが赤、黄、緑、紫のグラデーションになっているなど、アンクグリード態を踏襲したものとなっている。
ボディのところどころにもアンクグリード態のカラーリングに合わせて黄、緑の差し色が配されている。オーラングサークルの鳥の紋章も金色に変更され、大鷲のようなタテガミの意匠が首周りに加えられ、背中には鳳凰を彷彿とさせる翼がある。
- スーツはアップ・アクション兼用のものが1個が新規に制作された[14]。
- 背面の翼はウレタン製のものが5本制作され、背中に面ファスナーで固定している[14]。

ツール
タジャニティスピナー
左腕に装着したタジャスピナーが進化した手甲型エネルギー解放器。タジャスピナーと同様の形状だが、フタ部分はタジャスピナーでは赤いクリアーパーツであったが、アンクグリード態を意識した赤、黄、緑のグラデーションとなっている。
エタニティメダル
虹色に変化したタカメダル・クジャクメダル・コンドルメダル。

必殺技
エタニティブレイザー
タジャニティスピナーに鳥系コアメダルを装填した状態でエタニティスキャンすることで炎のエネルギー弾を発射する。
技名はアーケードゲーム『仮面ライダーバトル ガンバライジング』で判明。
エタニティネンスドロップ
ツメと翼を背中から展開して急降下キックを空から決める。
エタニティマグナブレイズ
劇中未使用。

### 仮面ライダーバースX
後藤慎太郎がバースドライバーXにエビメダル・カニメダル・サソリメダルを装填して変身した仮面ライダーバースの強化形態。
変身音声は「ババーババース！バーバーバーバース！エーックス！ソカビ！」。
人造コアメダルが力の源であるため、従来のバースより大幅に力が上がっている。
ツール
バースドライバーX
鴻上ファウンデーションが新たに開発した試作ドライバー。コアメダルをセットする部分が左側にある。
エビメダル、カニメダル、サソリメダル
人造のコアメダル。
バースバスター

カニアーム
カニメダルを使用することで右腕に装備される新型のバース・CLAWsで、強力なエネルギー弾を発射する大型キャノン砲。

必殺技
コアバースト

カニ・コアバースト

### 古代王 仮面ライダーオーズ
800年前のヨーロッパ某国の強欲な王が変身する仮面ライダーオーズ。
かつてオーメダルを生み出させた張本人で、メダルの力に飲み込まれて石化したが、突如として2021年の現代に復活し、復活させた4人のグリードを配下に従えて共に人類を粛清する。
赤銅色のひび割れたマスクとマントが特徴で、破壊光を腕から放ったり、メダジャリバーを使いこなして、映司が変身したオーズを圧倒するなど、高い戦闘センスを持つ。
形態
グリード吸収態
古代王オーズがウヴァ、カザリ、メズール、ガメルの体を吸収したことで、変化した新たな形態。グリードの力を用いた圧倒的な戦闘力で戦う。

ツール
オーズドライバー

メダジャリバー

大剣（正式名称不明）
どんなに頑強な物体をも勢いよく振り回して切断する。

### 仮面ライダーゴーダ
火野映司に憑依したゴーダが古代王の残したオーメダルを吸収し、オーズドライバーにゴーダムカデメダル・ゴーダハチメダル・ゴーダアリメダルを装填して変身した姿。
胸部のオーラングサークルには渦を巻いたグリード4幹部のような顔がある。
展開式のトラクローを両腕に備え、グリードやコアメダルの力を操り、その戦闘力はゴーダが「最強の力」と自称するほど高く、たった1人で伊達と後藤のバースコンビを圧倒した。
ツール
オーズドライバー

ゴーダメダル
ゴーダムカデメダル・ゴーダハチメダル・ゴーダアリメダルの3種類がある人造のコアメダル。

## キャスト
- 火野映司 - 渡部秀[出典 1]
- アンク / 泉信吾 - 三浦涼介（2役）[出典 1]
- 泉比奈 - 高田里穂[出典 1]
- 後藤慎太郎 - 君嶋麻耶[出典 1]
- 伊達明 - 岩永洋昭[出典 1]
- 里中エリカ - 有末麻祐子[出典 1]
- ウヴァ - ヤマダユウスケ[20]
- カザリ - 橋本汰斗[20][3]
- メズール - 矢作穂香[20][3]
- ガメル - 松本博之[20][3]
- 少女 - 寺田藍月[21]
- 白石知世子 - 甲斐まり恵[1][2]
- 鴻上光生 - 宇梶剛士[出典 1]

### 声の出演
- メズール - ゆかな[1][2]
- 古代オーズ - 谷昌樹[3]
- ゴーダ - 日野聡[20]
- ナレーション - 中田譲治[1][2]

### スーツアクター
パンフレットより。
- 仮面ライダーオーズ[出典 14] - 浅井宏輔
- 仮面ライダーバースX[出典 15] - 原隆太
- 仮面ライダーバース[22] - 岩上弘数
- 腕アンク[22] - 藤田慧
- ウヴァ[22] - 松岡航平
- カザリ[22] - 鈴木大樹
- メズール[22] - 古屋貴士
- ガメル[22] - 熊本敬介
- 大内田将樹
- 関川正隆
- 古代オーズ[22] - 田中佳人
- 中川和貴
- 安川桃香
- 河津香賀美
- 久松宥希
- 寺田涼夏
- 本間汐莉
- 兵頭結也
- 本間康資
- 伊藤教人
- 工藤翔馬
- 橋渡竜馬
- 平野兼椰
- 鍵谷俊貴
- 丸山貢治
- 山口真弥
- 堀田慶斗
- 大塚敦子
- 塚越靖誠

## スタッフ
- 原作 - 石ノ森章太郎[1][2]
- 脚本 - 毛利亘宏[1][2]
- 音楽 - 中川幸太郎[2]
- スーパーバイザー - 小野寺章（石森プロ）[10]
- エグゼクティブプロデューサー - 加藤和夫（東映ビデオ）[10]
- 撮影 - 上赤寿一（WING-T）[10]
- 照明 - 水本富男[10]
- 録音 - 堀江二郎[10]
- 美術 - 大嶋修一[10]
- 編集 - 柳澤和子[10]
- スクリプター - 柿崎徳子[10]
- 助監督 - 葉山康一郎[10]
- 制作担当 - 伊場野高嗣[10]
- ラインプロデューサー - 道木広志[10]
- キャラクターデザイン - 田嶋秀樹（石森プロ）[10]、PLEX[10]
- グリードデザイン - 出渕裕[10]、篠原保[10]
- 製作プロダクション - 東映テレビ・プロダクション[10]
- 委員会スタッフ - 石井悠吾・島谷麟太郎（東映ビデオ）、古澤圭亮・大矢陽久・島村謙吾・坂本悠（バンダイ）[10]
- プロデューサー - 中野剛（東映ビデオ）、武部直美（東映）[10]
- アクション監督 - 宮崎剛（ジャパンアクションエンタープライズ）[2]
- 監督 - 田﨑竜太[1][2]

## 主題歌
「Anything Goes! 10th mix」
作詞 - 藤林聖子 / 作曲 - tatsuo / 編曲 - tatsuo、中川幸太郎、五十嵐"IGAO"淳一 / 歌 - 大黒摩季

## 制作
アンクの復活「まで」を描くところから始めるのではなく、冒頭からアンクを出し、すでにグリードが復活しているという状況にアンクが驚くところから始まるようにしているため、映司とアンクが会うのはラストのみとなっている。
映司の死について脚本の毛利は、アンクを復活させる条件を満たす大きな代償として導かれた結末であり、深すぎる「業」を背負った映司が幸せな結末を迎えられないと思い、1人の少女を救うことが出来なかったという無念の思いから逃げずに、その事実と向き合って生きてきた映司自らの一番の願いを叶えたところで死んでいく、という悲しい結末にならざるを得なかったとしている。ただし、映司はアンクを自らの命と引き換えに生かして、永遠に近い命を持っているアンクの記憶の中で、ずっと生き続けている、というふうに捉えてもいいとしている。
また、アンクが映司から分離する際に、映司の方からアンクを「押し出す」のは、アンクは自らが映司に憑依することで泉信吾のように生命力を取り戻すと思っていたが、映司は自らの死期を悟っていたため、アンクを分離させた、という演出で付けられたものである。

## 映像ソフト化
Blu-ray / DVDでリリース。
- 仮面ライダーオーズ 10th 復活のコアメダル ［ブルーレイ+DVD］劇場先行販売版（2枚組、2022年3月12日から上映劇場限定・数量限定で発売）
  - ディスク1：本編Blu-ray
    - 音声特典
      - オーディオ・コメンタリー（渡部秀×三浦涼介×プロデューサー：武部直美×監督：田﨑竜太）

    - 映像特典
      - キャスト座談会（渡部秀×三浦涼介×高田里穂×君嶋麻耶×岩永洋昭）
      - TRAILER
      - POSTER GALLERY

  - ディスク2：本編DVD
    - 映像特典
      - キャスト座談会（渡部秀×三浦涼介×高田里穂×君嶋麻耶×岩永洋昭）
      - TRAILER
      - POSTER GALLERY

  - 封入特典
    - ポストカード（2枚組）
- 仮面ライダーオーズ 10th 復活のコアメダル 通常版（1枚組、2022年8月24日発売）
  - 音声特典（Blu-ray版のみ）
    - オーディオ・コメンタリー（渡部秀×三浦涼介×プロデューサー：武部直美×監督：田﨑竜太）

  - 映像特典
    - キャスト座談会（渡部秀×三浦涼介×高田里穂×君嶋麻耶×岩永洋昭）
    - TRAILER
    - POSTER GALLERY
- 【初回生産限定】仮面ライダーオーズ 10th 復活のコアメダル CSMタジャニティスピナー&ゴーダメダルセット版（1枚組、2022年8月24日発売）
  - セット内容
    - 仮面ライダーオーズ 10th 復活のコアメダル（通常版と共通）
    - COMPLETE SELECTION MODIFICATION タジャニティスピナー&ゴーダメダルセット
      - CSMタジャニティスピナー
      - CSMタジャスピナー用カバーパーツ
      - CSMゴーダムカデメダル / ゴーダハチメダル / ゴーダアリメダル

    - ライナーノート

## 他媒体展開

### ネットムービー
『復活のコアメダル』公開記念として2022年3月13日より東映特撮ファンクラブで2作同時配信の『復活のコアメダル』の前日譚となるショートストーリー。
また、2022年7月3日から仮面ライダーバースを主役とした『復活のコアメダル』の前日譚となるスピンオフ作品が配信された。
『ネット版 仮面ライダーオーズ 復活のコアメダル・序章』
キャスト
- 渡部秀
- 高田里穂
- 甲斐まり恵
- 橋本汰斗
- ナレーター - 中田譲治

スタッフ
- 監督 - 田﨑竜太
- 脚本 - 毛利亘宏
- 音楽 - 中川幸太郎
- アクション監督 - 宮崎剛

『ネット版 仮面ライダーオーズ バースX誕生・序章』
キャスト
- 君嶋麻耶
- 岩永洋昭
- 有末麻祐子
- 宇梶剛士
- ナレーター - 中田譲治

スタッフ
- 監督 - 田﨑竜太
- 脚本 - 毛利亘宏
- 音楽 - 中川幸太郎
- アクション監督 - 宮崎剛

『オーズ10th 仮面ライダーバース  バースX誕生秘話』
キャスト
- 後藤慎太郎 - 君嶋麻耶
- 火野映司 - 渡部秀
- アンク - 三浦涼介
- 泉比奈 - 高田里穂
- 伊達明 - 岩永洋昭
- 里中エリカ - 有末麻祐子
- 白石知世子 - 甲斐まり恵
- 井坂仁美（仮面ライダーGIRLS）
- ウヴァ - ヤマダユウスケ
- カザリ - 橋本汰斗
- メズール - 矢作穂香
- ガメル - 松本博之
- メズール - ゆかな
- ナレーション - 中田譲治
- 鴻上光生 - 宇梶剛士

スーツアクター
- 原隆太
- 浅井宏輔
- 大内田将樹
- 田中佳人
- 松岡航平
- 鈴木大樹
- 古屋貴士
- 熊本敬介

スタッフ
- 原作 - 石ノ森章太郎
- 脚本 - 毛利亘宏
- スーパーバイザー - 小野寺章（石森プロ）
- プロデューサー - 武部直美（東映）
- アクション監督 - 宮崎剛（ジャパンアクションエンタープライズ）
- 撮影 - 上赤寿一
- VE - 小山祐輔
- 照明 - 水本富男
- 録音 - 堀江二郎
- 美術 - 大嶋修一
- 装飾 - 大熊雄己（東京美工）
- 編集 - 柳澤和子
- スクリプター - 柿﨑徳子
- 助監督 - 葉山康一郎
- 制作担当 - 伊場野高嗣
- 衣装 - 栗田侑子（東京衣装）
- メイク - 佐藤泰子（Sato-Style）
- 整音 - 曽我薫
- 音響効果 - 大野義彦
- 選曲 - 金成謙二（ドンカンパニー）
- ラインプロデューサー - 道木広志
- 製作プロダクション - 東映テレビ・プロダクション
- 監督 - 田﨑竜太
- 製作 - 東映特撮ファンクラブ

主題歌「Anything Goes! Happy 10th ver.」
作詞 - 藤林聖子 / 作曲・編曲 - tatsuo / 歌 - 火野映司×アンク×泉比奈（C.V. 渡部秀・三浦涼介・高田里穂）